# Shiny Morning
Shiny Morning（シャイニー・モーニング）とは、東海ラジオで放送されていた朝の情報番組。
2012年秋改編で直後の『源石和輝 モルゲン!!』が6:00スタートになるため、2012年9月28日をもって終了した。

## 放送時間
- 月曜 - 金曜6:15 - 6:30

## パーソナリティ
- 高島美奈（5:55の中日新聞ニュース・天気予報も兼ねて担当する。東海ラジオ早朝帯担当アナウンサー）

## 放送内容
- 番組の前半と後半に、放送日近辺でリリースになる新譜（ニューアルバム）から曲を流す。前半ではアーティストからコメントが届くことがある。
- ライフサポート 快適生活ラジオショッピング - 6:19頃。東海ラジオアナウンサーとライフサポート担当者との掛け合い
- 天気予報 - 6:23頃。東海地方の天気予報